# Meaulne-Vitray
Meaulne-Vitray es una comuna nueva francesa situada en el departamento de Allier, de la región de Auvernia-Ródano-Alpes.

## Historia
Fue creada el 1 de enero de 2017, en aplicación de una resolución del prefecto de Allier de 19 de julio de 2016 con la unión de las comunas de Meaulne y Vitray, pasando a estar el ayuntamiento en la antigua comuna de Meaulne.

## Demografía
| Gráfica de evolución demográfica de Meaulne-Vitray entre 1800 y 2013 |
|                                                                      |

Los datos entre 1800 y 2013 son el resultado de sumar los parciales de las dos comunas que forman la nueva comuna de Meaulne-Vitray, cuyos datos se han cogido de 1800 a 1999, para las comunas de Meaulne y Vitray de la página francesa EHESS/Cassini. Los demás datos se han cogido de la página del INSEE.

## Composición
| Comuna delegada | Código INSEE | Población (2013) | Superficie (km²) | Densidad (hab./km²) |
| --------------- | ------------ | ---------------- | ---------------- | ------------------- |
| Meaulne         | 03168        | 774              | 21.07            | 37                  |
| Vitray          | 03318        | 103              | 29.03            | 3                   |